# 3693 Баррінджер
3693 Баррінджер (3693 Barringer) — астероїд головного поясу, відкритий 15 вересня 1982 року американським астрономом Едвардом Л. Г. Боуеллом на станції Андерсон Меса (код IAU 688) обсерваторії Лоуелл у окрузі Коконіно. Астероїд був названий на честь американського геолога Даніеля Баррінджера (1860–1929), який першим довів існування метеорного кратера на Землі.
Тіссеранів параметр щодо Юпітера — 3,125.

## Опис
Астероїд обертається навколо Сонця переважно між орбітами Марса і Юпітера. Має, як правило, неправильну форму, але, як відомо, астероїд Церери має сферичну форму, але оскільки він не змінює свого шляху навколо Сонця, то є лише карликовою планетою.
Кут, під яким Баррінгер обертається по відношенню до орбітальної площини (нахил орбіти), становить 14,91141 градусів.